# Shang Chunsong
Pour les articles homonymes, voir Shang.
Shang Chunsong est une gymnaste artistique chinoise née le 18 mars 1996 à Zhangjiajie. Elle a remporté avec Fan Yilin, Mao Yi, Tan Jiaxin et Wang Yan la médaille de bronze du concours par équipes aux Jeux olympiques d'été de 2016 à Rio de Janeiro.
Elle est médaillée d'or en freestyle en parkour aux Jeux mondiaux de 2025 à Chengdu.